# 东区街道 (临夏市)
东区街道，是中华人民共和国甘肃省临夏回族自治州临夏市下辖的一个街道办事处。

## 行政区划
东区街道下辖以下地区：
南园村、毛园村、陈方村、大慈村和李孟村。